# Acanthorrhinum ramosissimum
El Acanthorrhinum ramosissimum es un arbustillo de la familia de las plantagináceas.

## Descripción
Es intrincado, ramoso de hasta 0,6 (1) m de altura. Tronco ramificado desde la base, con ramas rígidas, habitualmente terminadas en puntas subespinescentes . Corteza de pardo-grisácea a blanquecina. Ramillas más jóvenes verdoso-blanquecinas, lisas, brillantes, glabras. Hojas alternas, muy pequeñas, lineares , verdoso-blanquecinas y glabras por ambas caras, prontamente caducas. Inflorescencia en racimo terminal poco denso, con las flores muy espaciadas . Pedúnculo y pedicelos glabros. Cáliz membranoso, verde, muy abierto, casi en estrella, con cinco sépalos iguales, oval-lanceolados, de unos 2 mm. Corola de 5-7 mm, tubular-campanular, con su mitad superior bilabiada, rosado-blanquecina o violácea clara, con nerviación purpúrea bien marcada. Estambres rosado-blanquecinos, con anteras amarillas. El fruto es una cápsula globulosa, glabra, que se abre por dos poros situados en la parte superior. Florece durante casi todo el año, en especial después de las lluvias. Fructificación: 1-2 meses después de la floración.

## Distribución y hábitat
Endemismo norteafricano del Sahara septentrional, de Marruecos a Túnez, llegando por el sur , a través del Sahara occidental, hasta Mauritania.
Habita en suelos limoso-arenosos o pedregoso-arenosos desérticos, especialmente en depresiones del terreno, en ambiente árido, sahariano.

## Taxonomía
Sinónimos
Antirrhinum ramosissimum var. spinosissimum Bart.
Antirrhinum ramosissimum subsp. intricatum Ball
Antirrhinum ramosissimum var. flavum Maire
Antirrhinum ramosissimum Coss. & Durieu
Antirrhinum intricatum Ball
Antirrhinum flexuosum Pomel